# Michael Betzner-Brandt
Michael Betzner-Brandt (* 1972 in Adenau/Eifel) ist ein deutscher Chorleiter, Singanimator, Autor, Pädagoge, Workshopleiter und Stummfilmpianist.

## Leben und Werk
Michael Betzner-Brandt studierte Kirchenmusik (Gregoriushaus Aachen), Schulmusik (Hochschule für Musik Detmold), Philosophie (Universität Bielefeld, TU Berlin) und Chordirigieren (UdK Berlin, Uwe Gronostay).
2003  begann er Chorleitung an der Universität der Künste Berlin zu unterrichten. Konzertreisen führten nach Frankreich (Paris und Caen, 2007), in die USA (Washington und New York, 2008 und nochmals New York 2012), nach China (Peking, Nanjing, Shanghai, 2009) und nach Indonesien (Jakarta, Bandung, Yogyakarta, 2011). Am 10. Juni 2014 stand er mit den Rolling Stones auf der Waldbühne, die die Fabulous Fridays anlässlich ihrer Tour 14onFire für einen Song gebucht hatten.
Von 2003 bis 2016 war er Dozent für Chorleitung an der Universität der Künste Berlin. Im Herbst 2003 gründete er die Fabulous Fridays – den JazzPopChor der Universität der Künste, zunächst noch als Semesterchor. Seit 2010 sind die Fabulous Fridays nur noch als Auswahlensemble unterwegs.
Im April 2010, gründete er außerdem High Fossility – RockPopChor 60+. Mit diesem Chor für über 60-Jährige interpretiert er Klassiker der Popgeschichte neu.
Im Oktober 2015 gründete er auf die Initiative des Vereins Leadership Berlin – Netzwerk Verantwortung gemeinsam mit Bastian Holze den Begegnungschor, in dem Berliner mit Geflüchteten singen.
Michael Betzner-Brandt gilt als einer der kreativen Köpfe der aktuellen Chorszene. Sein Konzept CHOR KREATIV – Singen ohne Noten machte ihn in den 2000er Jahren international bekannt. Im September 2011 erschien sein Buch CHOR KREATIV – Singen ohne Noten im Bosse-Verlag. Michael Betzner-Brandt gibt  Kurse und Workshops zum Thema „Singen ohne Noten“, u. a. auf der chor.com und er ist der Erfinder des "Ich-kann-nicht-singen-Chores".
Seit Februar 2016 unterrichtet er im Rahmen seines Referendariats am Neuköllner Ernst-Abbe-Gymnasium.

## Publikationen

### Bücher
- Michael Betzner-Brandt: „CHOR KREATIV – Singen ohne Noten“, Bosse Verlag, Kassel 2011.[10]
- Michael Betzner-Brandt: „Jeder kann singen! Wie Singen im Alltag glücklich macht - Mit Übungs-CD zum Mitsingen“,Bärenreiter Verlag Kassel 2014.[11]

### CDs
- 2015: High Fossility – "Shake, rattle and Roll"[12]
- 2012: Fabulous Fridays "Extended Works"[13]
- 2012: High Fossility – "We will rock you"[14]
- 2010: Fabulous Fridays „An einem Freitag in Berlin“[15]

### Noten
- Michael Betzner-Brandt (Hrsg.): "modern a cappella" – Carus Verlag, Stuttgart 2013.[16]
- Michael Betzner-Brandt: "Create a new beautiful problem" – Carus Verlag, Stuttgart 2013.[17]
- Giuseppe Verdi: Messa da Requiem – Fassung für kleines Ensemble arrangiert von Michael Betzner-Brandt, Carus Verlag, Stuttgart 2013.[18]
- Michael Betzner-Brandt (Hrsg.): "Visions" – neun Kompositionen für Jazz- und Popchöre mit Begleit-CD  (Begleit-CD: Fabulous Fridays), Helbling Verlag, 2011.[19]

## Chöre
- Begegnungschor (Oktober 2015 – Juli 2016)[20]
- Ich-kann-nicht-singen-Chor (seit 2011)[21]
- Fabulous Fridays (seit 2003)[22]
- High Fossilty (seit 2010)[23]
- Berlin Vokal (2010–2014)[24]
- Consortium Musicum Berlin (2001–2011)[25]

## Preise
- 1. Preis beim Berliner Chorwettbewerb 2009 mit den Fabulous Fridays
- 2. Preis sowie einen Sonderpreis beim Deutschen Chorwettbewerb 2010 in Dortmund mit den Fabulous Fridays
- Goldmedaillen in den Kategorien Pop und Jazz und eine Silbermedaille in der Kategorie Folklore bei den World Choir Games 2014
- Im Juni 2016 erhielt er vom Chorverband Berlin für seine Verdienste im Berliner Chorleben die Geschwister-Mendelssohn-Medaille.[26]